# Joinville (Haute-Marne)

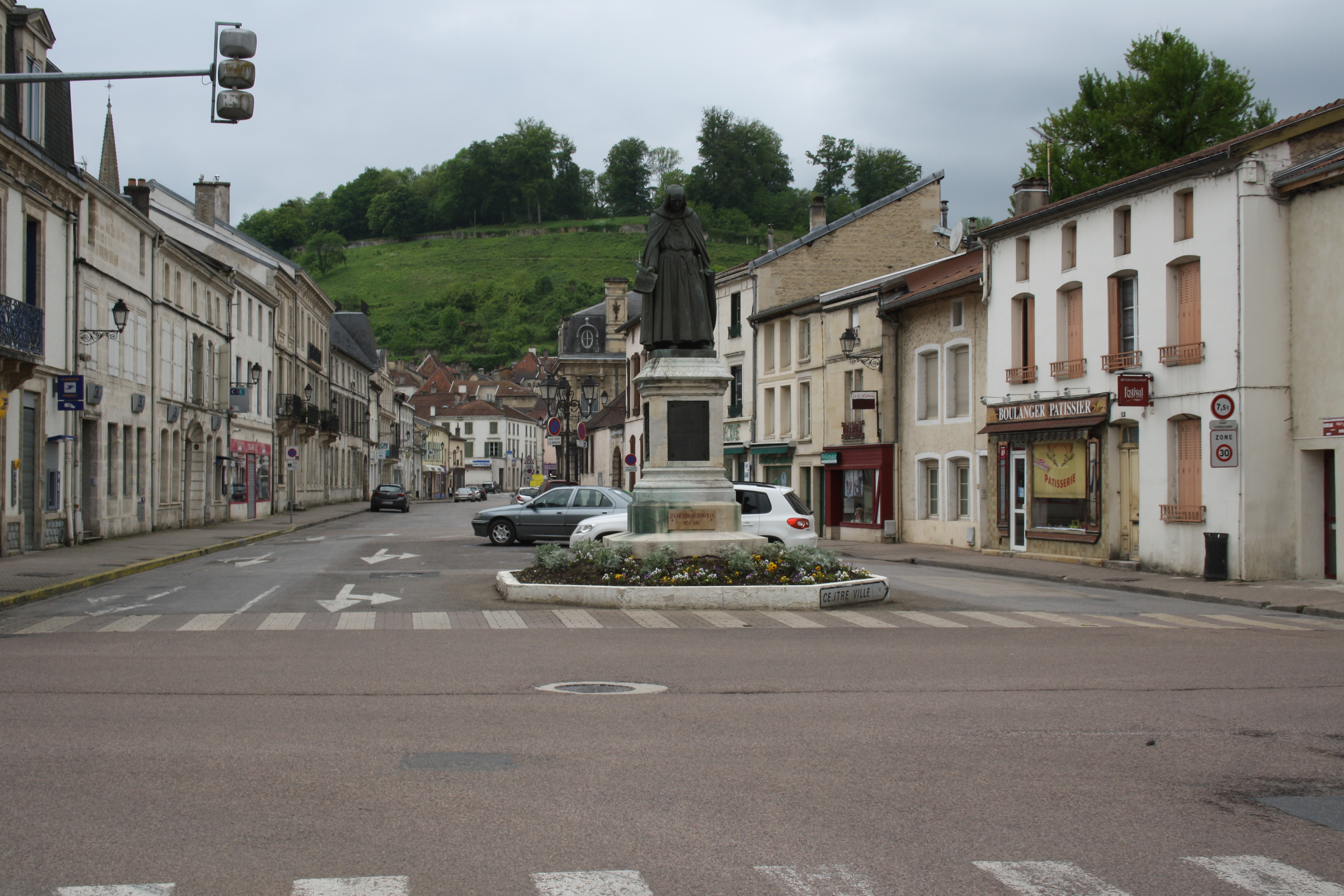
Rue Aristide Briand

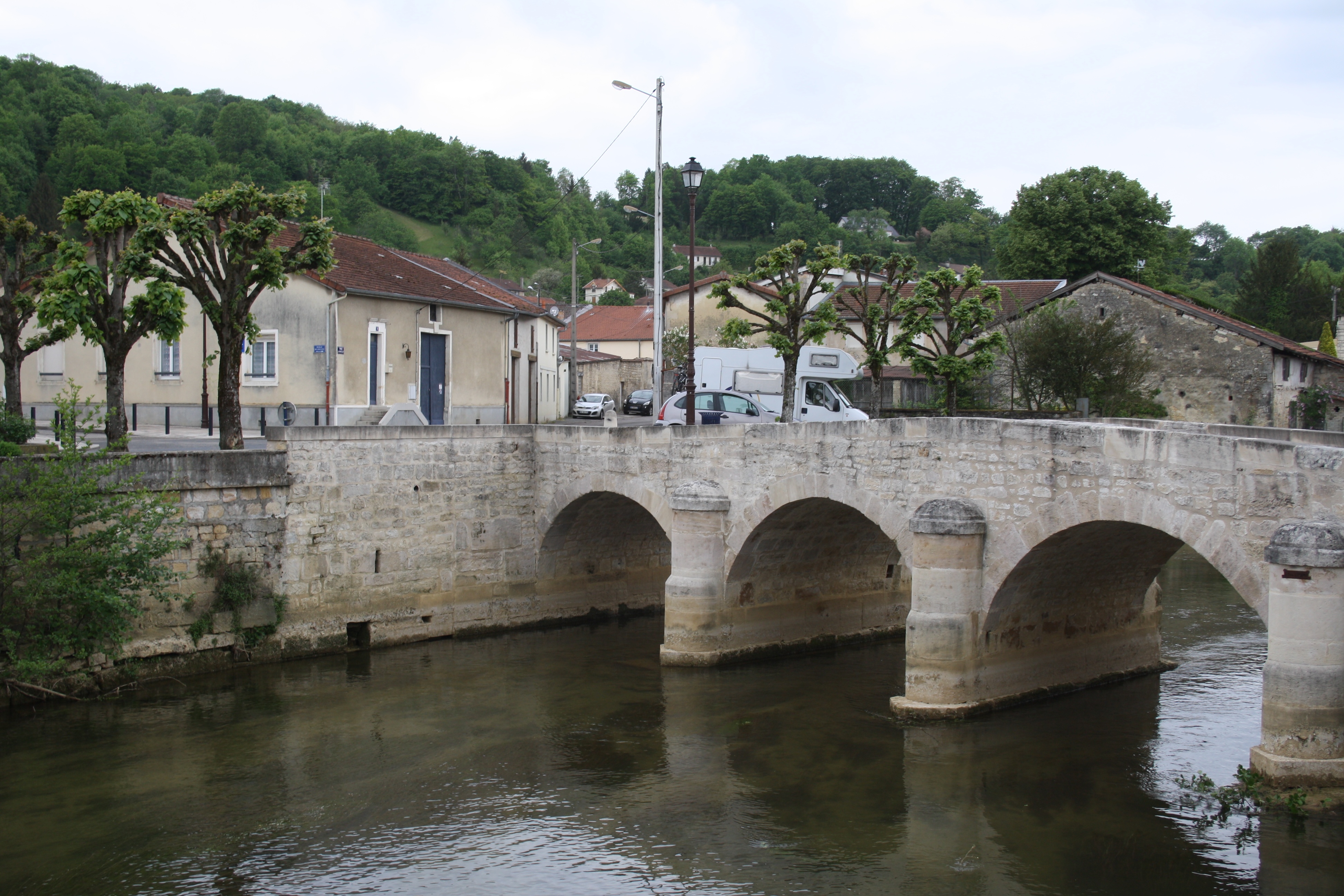
Brücke Le Pontcelot über die Marne aus dem 16. Jahrhundert

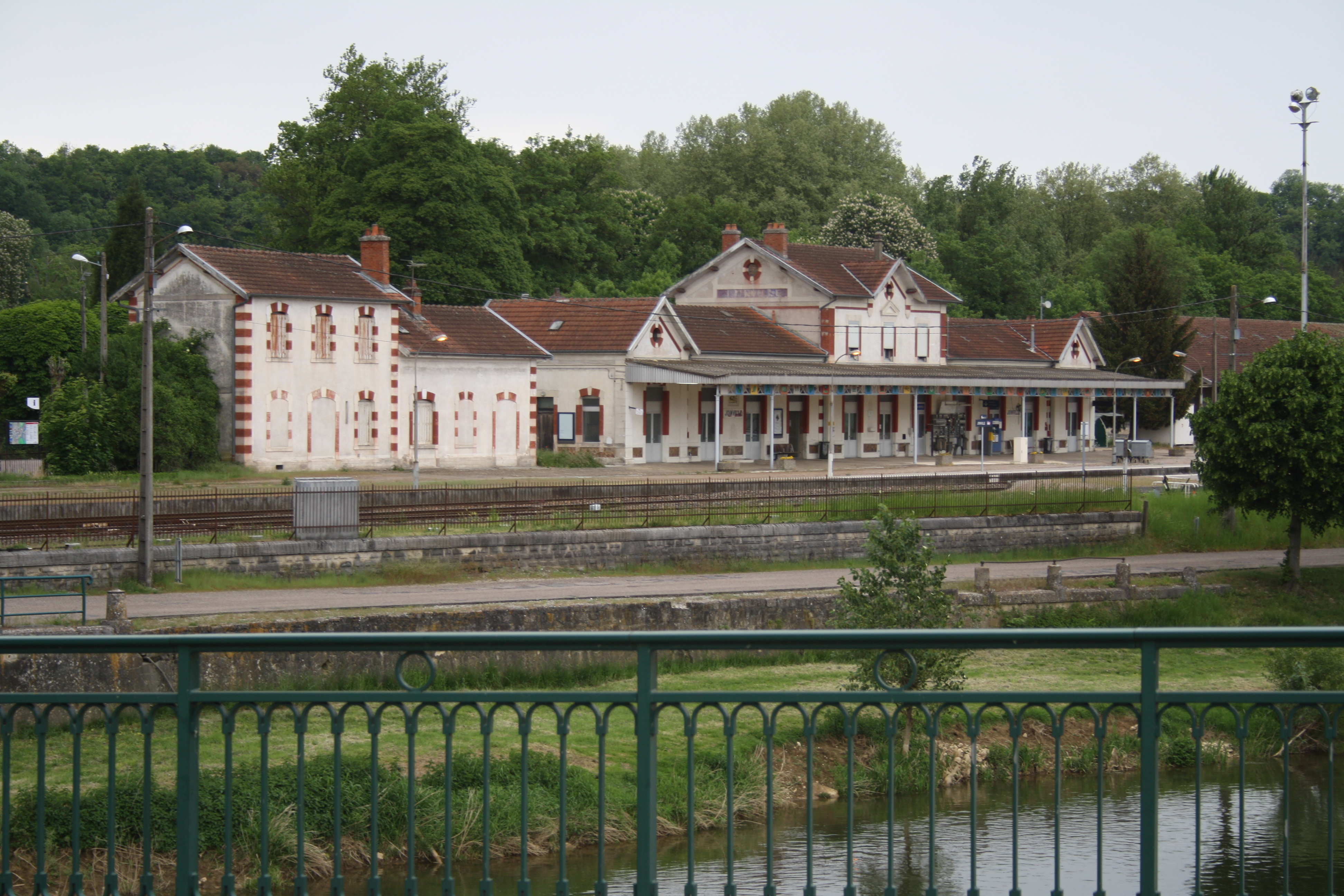
Bahnhof

Joinville [ʒwɛ̃vil] ist eine französische Gemeinde mit 2.944 Einwohnern (Stand 1. Januar 2022) im Département Haute-Marne in der Region Grand Est.

## Geografie
Joinville ist die viertgrößte Stadt im Département Haute-Marne. Sie liegt am Fluss Marne, der die Stadt durchquert. Flussabwärts der Stadt wird die Marne durch den größten Stausee Frankreichs, den See von Der-Chantecoq, reguliert. Der Fluss speist auch den Canal entre Champagne et Bourgogne (dt: Kanal zwischen Champagne und Burgund), durch welchen – über weitere Flüsse und Kanäle – eine schiffbare Verbindung aus dem Raum Paris bis zum Mittelmeer ermöglicht wird.

## Geschichte
- Die Gründung von Joinville soll auf Iovinus zurückgehen, der hier im Jahre 354 eine Festung errichtet hatte, um die von dem späteren Kaiser Julian besiegten Alemannen in Schranken zu halten.
- Stephan von Joinville (fr: Étienne de Vaux) ließ 1027 die Burg erbauen.
- Gottfried III., einer seiner direkten Nachfahren, stiftete 1163 die Kollegienkirche St. Laurent, Grablege der späteren Herren von Joinville, für welche der Bildhauer Jacques Bachot um 1495/1504 zwei spätgotische, heute verschollene Grabmäler schuf.
- Aus der Familie Vaux-Joinville entstammten zwei Bischöfe:
  -  Guido III. vom Bistum Châlons starb 1190 während des Dritten Kreuzzugs in Palästina und
  - Guillaume de Joinville vom Bistum Langres wurde Erzbischof in Reims und krönte Ludwig VIII. zum König von Frankreich.
- Gottfried IV. starb im Heiligen Land.
- Gottfried V. kämpfte in Palästina an der Seite von Richard Löwenherz, dem König von England.
- Das Lehen von Joinville wurde in der Folge von drei Häusern verwaltet:
  - Vaux-Joinville
  - Lorraine-Guise
  - Orléans
- Joinville kam im 14. Jahrhundert zum Hause Lothringen. Margarete, die letzte Nachfahrin des Hauses Vaux-Joinville und Erbin der Grafschaft Vaudémont, heiratete Friedrich, den zweiten Sohn von Johann I., Herzog von Lothringen.
- 1544 belagerte der Habsburgerkönig Karl V. Joinville und brannte die Stadt nieder, ebenso wie viele Dörfer in seiner Umgebung. Sie wurde bald darauf unter der Herrschaft von Claude de Lorraine wieder aufgebaut und 1552 von König Heinrich II. zum Fürstentum für die Herzöge von Guise erhoben.
- 1693 wurde Philippe I., Herzog von Orléans, der Bruder von Ludwig XIV., durch Erbschaft Prinz von Joinville.
- Zur Zeit der Französischen Revolution gehörte die Lehensherrschaft zu Louis-Philippe II., dem Herzog von Orléans und Prinzen von Joinville. Er wurde am 6. November 1793 guillotiniert, nachdem er zu Unrecht des Verrates angeklagt worden war. Die zwölf Mitglieder des Revolutionskomitees von Joinville profitierten von der Anarchie, die 1793 und 1794 herrschte, um sich das Schloss anzueignen und die Bewohner des Schlosses zu ermorden.

## Bevölkerungsentwicklung
| Jahr      | 1962 | 1968 | 1975 | 1982 | 1990 | 1999 | 2007 | 2018 |
| --------- | ---- | ---- | ---- | ---- | ---- | ---- | ---- | ---- |
| Einwohner | 4015 | 4565 | 4774 | 4804 | 4755 | 4380 | 3809 | 3037 |

## Sehenswürdigkeiten
- Ehemalige Stadtbefestigungen aus dem 16. und 17. Jahrhundert
- Die Kaianlagen am Ufer der Marne
- Kirche Notre-Dame aus dem 12. und 13. Jahrhundert
- Schloss „Grand Jardin“ aus dem 16. Jahrhundert mit wunderbarer Renaissance-Gartenanlage

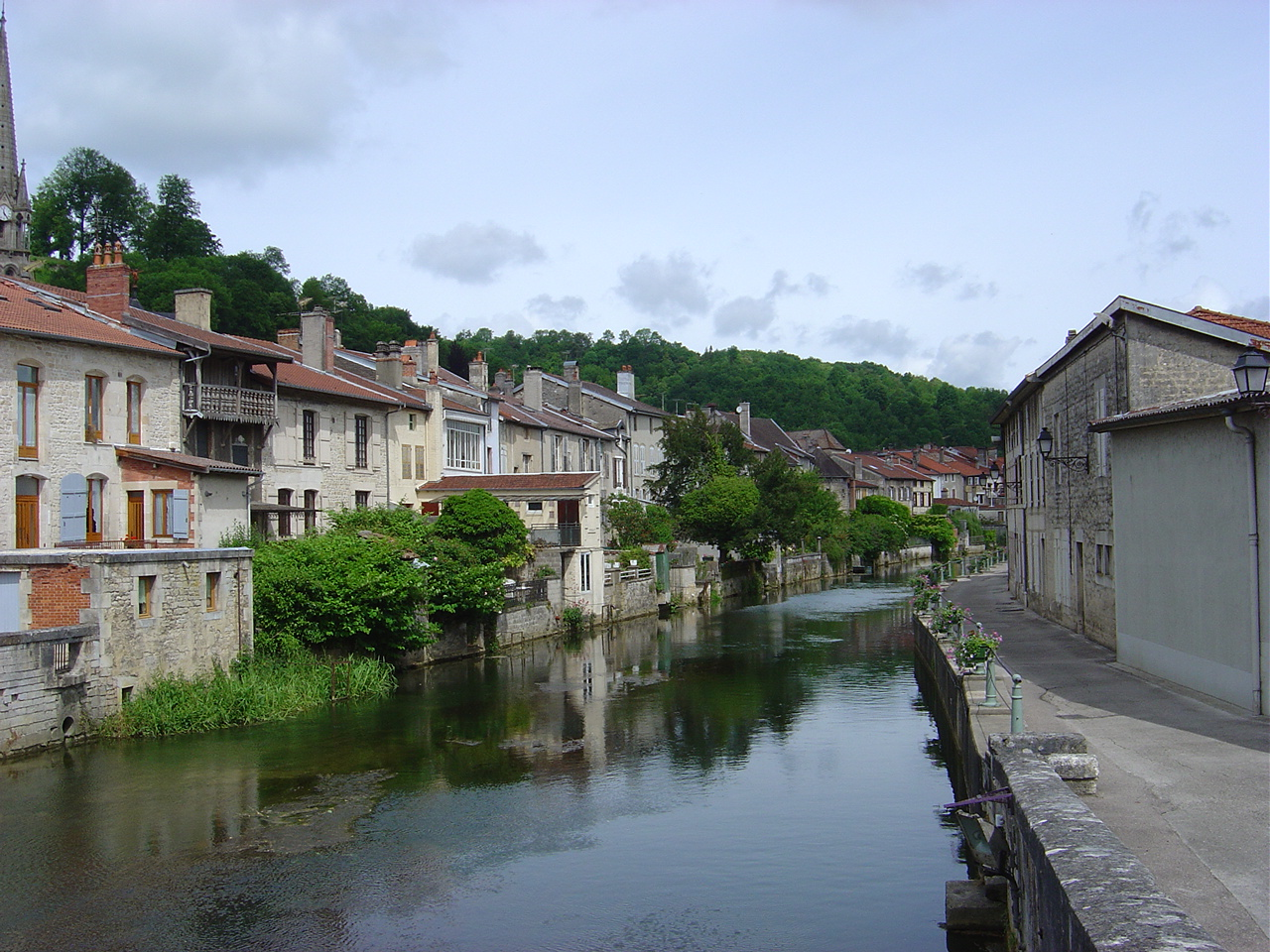
Quai am Ufer der Marne
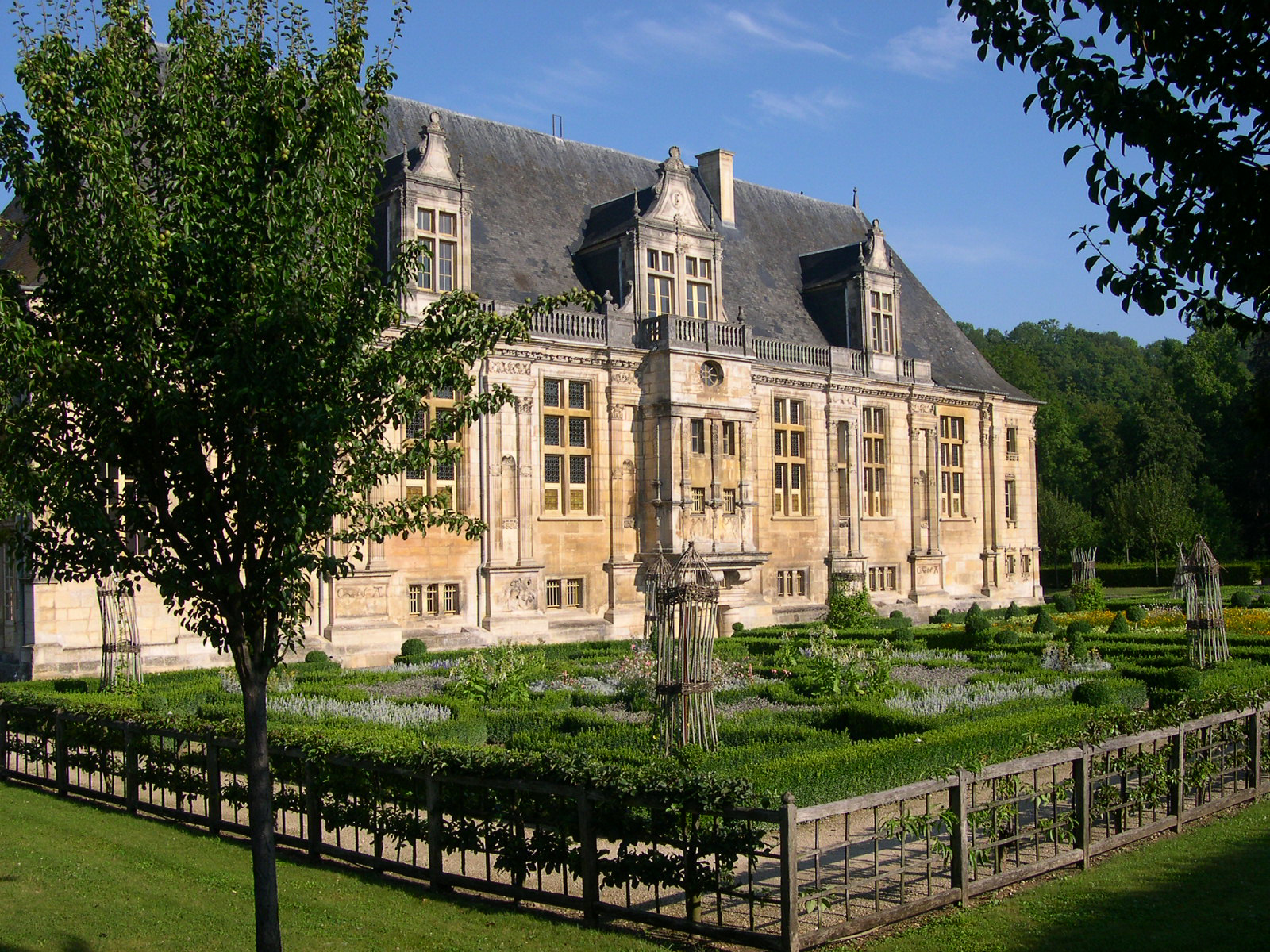
Schloss Grand Jardin – Ostflügel
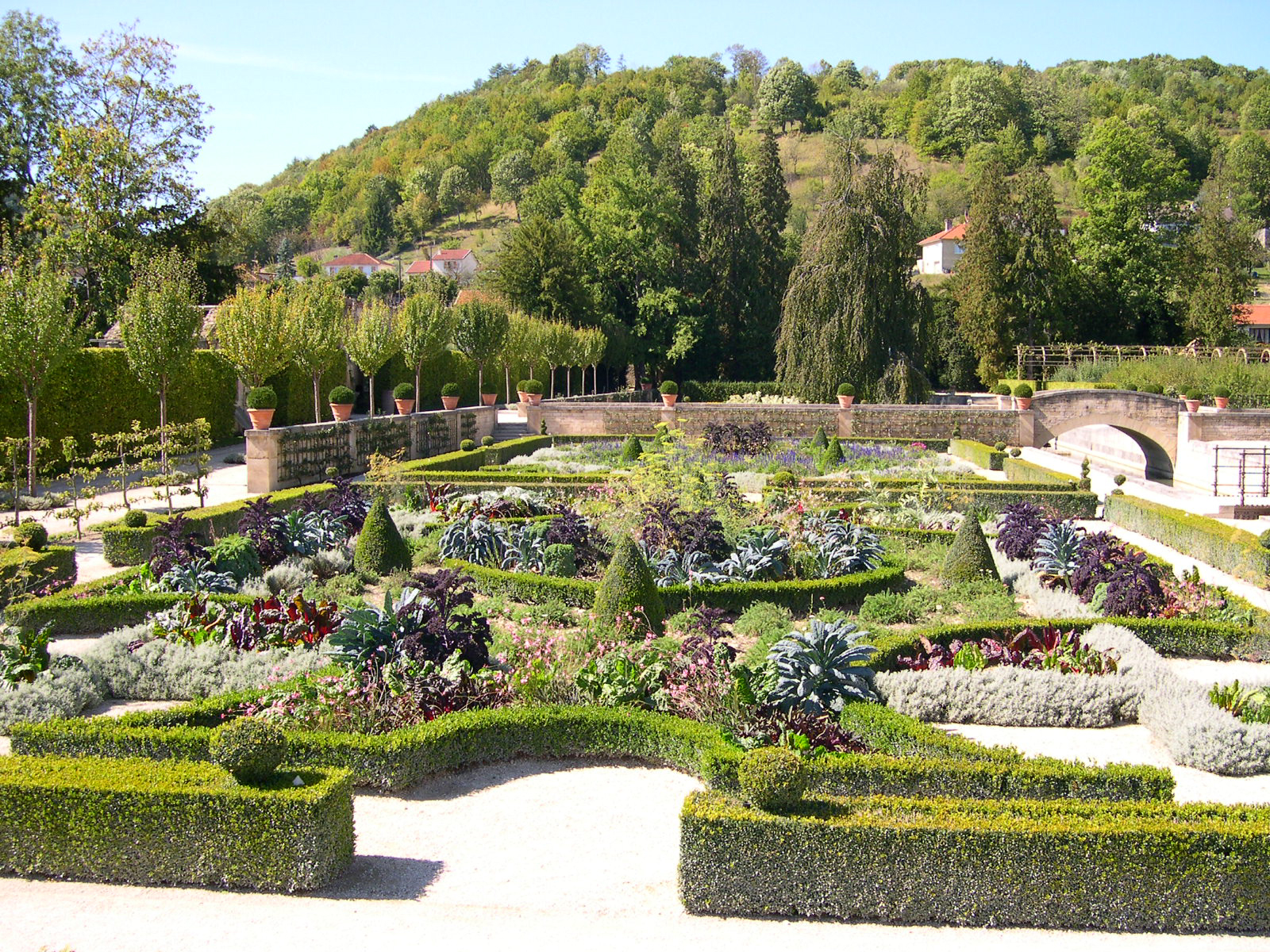
Schloss Grand Jardin – Renaissance-Park
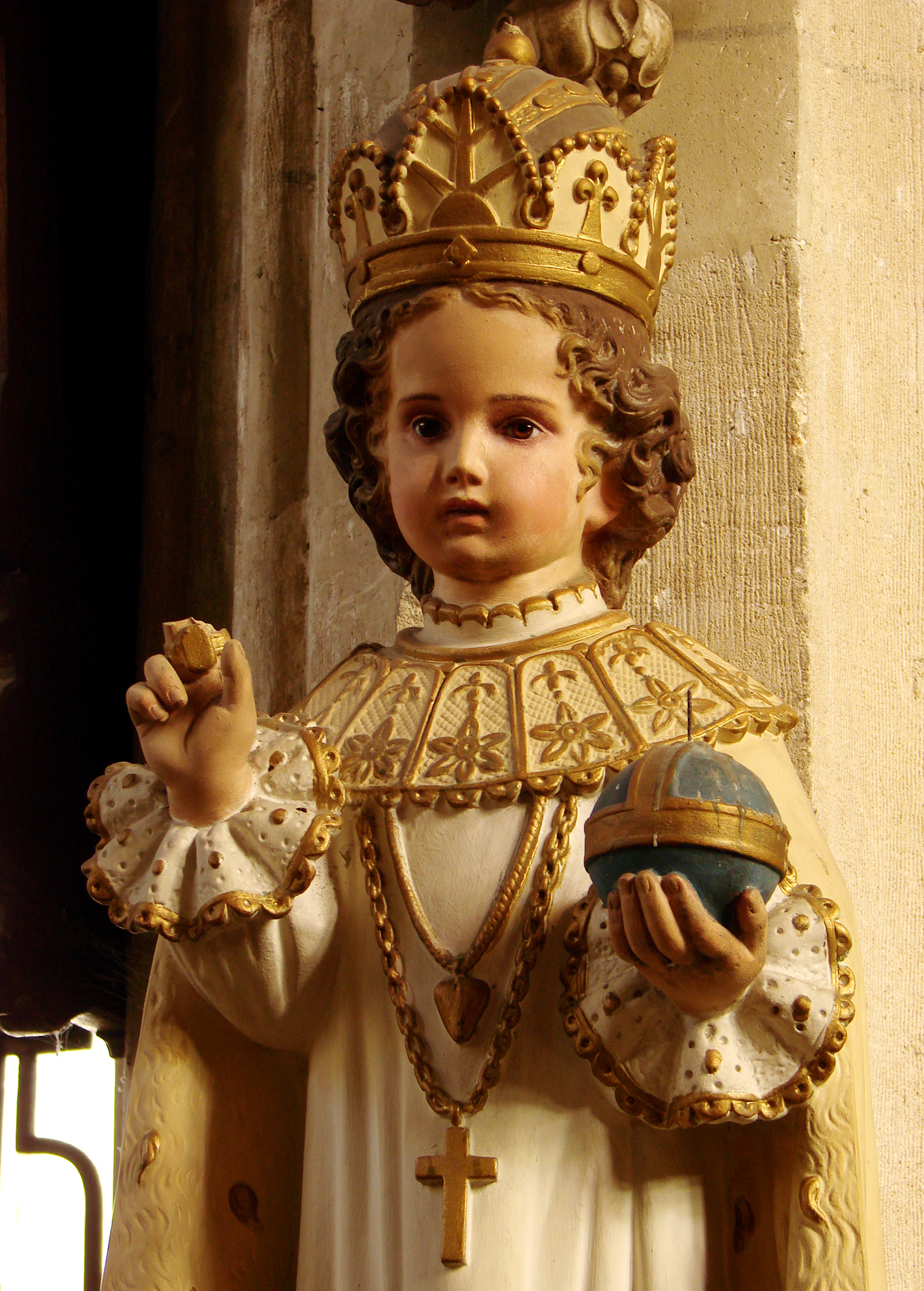
Prager Jesuskindl in der Notre-Dame Kirche

## Persönlichkeiten
- Jean de Joinville (um 1224–1317), Biograf von Ludwig, dem Heiligen
- Claude de Lorraine, duc de Guise (1496–1550), Großvater von Maria Stuart
- Charles de Lorraine-Guise (1524–1574), Kardinal von Lothringen
- Louis I. de Lorraine-Guise (1527–1578), Kardinal und Bischof von Metz
- René de Lorraine-Guise (1536–1566), Adliger aus dem Haus Guise
- Heinrich, Herzog von Guise (1550–1588), ermordet in Blois durch die Garde von Heinrich III.
- François Devienne (1759–1803), französischer Komponist aus dem 18. Jahrhundert
- Louis-Marie-Joseph-Eusèbe Caverot (1806–1887), Kardinal der römisch-katholischen Kirche
- Paul Maistre (1858–1922), Militär
- Christian Vander (* 1948), Schlagzeuger

## Städtepartnerschaft
- Dreieich, Stadtteil Sprendlingen, Deutschland, seit 1974